# Confédération nationale des Junior-Entreprises
 (juin 2022).
L'article doit être relu — et modifié si nécessaire — par des contributeurs indépendants pour apporter un regard critique aux contributions effectuées en violation des conditions d'utilisation de Wikipédia, tant sur la forme (notamment concernant le style encyclopédique, la proportionnalité) que sur le fond (la neutralité de point de vue, la qualité et l'indépendance des sources).
 (septembre 2019).
La Confédération Nationale des Junior-Entreprises (CNJE) est une association loi de 1901 fédérant les Junior-Entreprises françaises.

## Histoire
La première Junior-Entreprise a été créée en 1967, Junior ESSEC Conseil, à l'initiative d'étudiants de l'ESSEC. Le concept de Junior-Entreprise s'est alors rapidement diffusé dans la plupart des Grandes Écoles de commerce et d'ingénieurs, puis dans les écoles de communication, d'agronomie et les universités. 
La CNJE est créée en 1969, à Paris, par 6 Junior-Entreprises des établissements suivants : ESC Bordeaux, ESC Amiens, ESC Montpellier, ESC Rouen, ESSEC, SKEMA Business School. Elle fonctionne selon le principe d'une association loi de 1901, avec un bureau exécutif.
Puis en 1992, la CNJE participe à la création de la Confédération Européenne des Junior-Entreprises (Junior Enterprises Europe, anciennement JADE).

## Apport pour les Junior-Entreprises
La Confédération Nationale des Junior-Entreprises permet tout d'abord de protéger le statut des 200 structures du Mouvement. En effet, légalement, elles sont des associations et non des entreprises.
Dans le but de vérifier qu’aucune Junior ne se met ou met le Mouvement légalement en danger, des campagnes d’audit annuelles sont organisées par la Confédération Nationale des Junior-Entreprises. Les auditeurs sont appelés « Auditeurs-Conseil » car ils auditent et conseillent, en échangeant le plus de bonnes pratiques possibles. Ils sont originellement membres d’une Junior-Entreprise, ou Junior-Entrepreneur, et ont passé une batterie de tests (écrits, et un week-end de simulations et formations) avant d’être sélectionnés pour pouvoir travailler pour la Confédération.
De plus, la CNJE et notamment le pôle Présidence s’occupent du rayonnement du Mouvement. Des actions ont été faites pour promouvoir les Junior-Entreprises auprès des journalistes, du Gouvernement de la République française mais aussi au Parlement européen. Un vrai travail de fond est effectué tous les jours afin de sensibiliser de plus en plus de personnalités politiques ou influentes au monde des Junior-Entreprises.